# 黄嘉盈
黄嘉盈（Wong Jia Ying Crystal，1999年8月2日—），新加坡女子羽毛球運動員。

## 簡歷
黄嘉盈的父親是羽毛球教練，在父親的影響下，她7歲開始就參與羽毛球運動，及至13歲開始參加比賽，2016年開始代表新加坡國家羽毛球隊。
2017年2月，黄嘉盈出戰伊朗羽毛球國際挑戰賽，與王丽颖合作贏得女子雙打比賽冠軍。

## 主要比賽成績
只列出曾進入準決賽的國際賽事成績：
| 年份   | 賽事                     | 公開賽級別 | 項目     | 拍檔                 | 成績   |
| ------ | ------------------------ | ---------- | -------- | -------------------- | ------ |
| 2015年 | 東南亞運動會羽毛球比賽   | 其他       | 女子團體 | －                   | 銅牌   |
| 2017年 | 伊朗羽毛球國際挑戰賽     | 國際挑戰賽 | 女子雙打 | 王丽颖               | 冠軍   |
| 2017年 | 樂魚羽毛球國際挑戰賽     | 國際挑戰賽 | 混合雙打 | 丹尼·巴瓦·克里斯南塔 | 準決賽 |
| 2017年 | 東南亞運動會羽毛球比賽   | 其他       | 女子團體 | －                   | 銅牌   |
| 2018年 | 英聯邦運動會羽毛球比賽   | 其他       | 混合團體 | －                   | 第四名 |
| 2018年 | 蒙古國羽毛球國際賽       | 國際系列賽 | 混合雙打 | 丹尼·巴瓦·克里斯南塔 | 亞軍   |
| 2018年 | 雪梨羽毛球國際賽         | 國際系列賽 | 混合雙打 | 丹尼·巴瓦·克里斯南塔 | 亞軍   |
| 2019年 | 蒙古國羽毛球國際賽       | 國際挑戰賽 | 女子雙打 | 欣塔·穆利亚·萨里     | 冠軍   |
| 2019年 | 東南亞運動會羽球比賽     | 其他       | 女子團體 | －                   | 銅牌   |
| 2022年 | 愛沙尼亞羽毛球國際賽     | 國際系列賽 | 女子雙打 | 金羽佳               | 準決賽 |
| 2022年 | 東南亞運動會羽毛球比賽   | 其他       | 女子團體 | －                   | 銅牌   |
| 2022年 | 意大利羽毛球國際賽       | 國際挑戰賽 | 女子雙打 | 金羽佳               | 亞軍   |
| 2022年 | 丹麥羽毛球大師賽         | 國際挑戰賽 | 女子雙打 | 金羽佳               | 亞軍   |
| 2022年 | 英聯邦運動會羽毛球比賽   | 其他       | 混合團體 | －                   | 銅牌   |
| 2022年 | 越南羽毛球公開賽         | 超級100賽  | 女子雙打 | 金羽佳               | 準決賽 |
| 2022年 | 巴林羽毛球國際挑戰賽     | 國際挑戰賽 | 女子雙打 | 金羽佳               | 準決賽 |
| 2022年 | 巴林羽毛球國際挑戰賽     | 國際挑戰賽 | 混合雙打 | 郭俊良               | 準決賽 |
| 2022年 | 馬來西亞羽毛球國際挑戰賽 | 國際挑戰賽 | 女子雙打 | 金羽佳               | 冠軍   |
| 2023年 | 烏干達羽毛球國際挑戰賽   | 國際挑戰賽 | 混合雙打 | 郭俊良               | 冠軍   |
| 2023年 | 波蘭羽毛球公開賽         | 國際挑戰賽 | 女子雙打 | 金羽佳               | 冠軍   |
| 2023年 | 東南亞運動會羽毛球比賽   | 其他       | 女子團體 | －                   | 銅牌   |

| 2007-2017年 | 首要超級賽 | 超級賽 | 黃金大獎賽 | 大獎賽 | 國際挑戰賽 | 國際系列賽 | 未來系列賽 | 其他 |

| 2018-2026年 | 總決賽 | 超級1000賽 | 超級750賽 | 超級500賽 | 超級300賽 | 超級100賽 | 國際挑戰賽 | 國際系列賽 | 未來系列賽 | 其他 |

### 奧運會和世錦賽參賽紀錄
|          | 搭檔   | 2022 | 2023 |
| -------- | ------ | ---- | ---- |
| 女子雙打 | 金羽佳 | 16強 | 32強 |